# Saint-Denis-lès-Bourg
Saint-Denis-lès-Bourg là một xã ở tỉnh Ain, vùng Auvergne-Rhône-Alpes thuộc miền đông nước Pháp.